# Јасмин Ставрос
Јасмин Ставрос, правог имена Мило Васић (Сплит, 1. новембар 1954 — Загреб, 3. мај 2023) био је хрватски поп певач.
Једна од његових најпопуларнијих песама остаје Дао би сто Америка, која говори о његовом боравку у САД пре повратка у Хрватску пре проглашавања хрватске независности. Имао је уговор са Хит рекордсом.

## Почеци музичке каријере
Завршио је основну музичку школу (клавир) и средњу музичку школу (контрабас). Такође је две године ишао на часове соло певања код професорке Ристић у Сплиту која му је импостирала глас и научила га техникама певања и дисања које су му омогућиле овако дугу певачку каријеру. Од дванаесте године свира бубњеве, а већ са 15 година професионално свира у бројним сплитским саставима: Делфини, Млади батали (данашњи Магазин), групи Море. Године 1973. почиње да открива џез музику, а од 1978. године ради као студијски бубњар у Југотону (данашња Кроација рекордс). Био је један од најтраженијих бубњара у бившој Југославији. Сарађивао је са Јосипом Лисац, Арсеном Дедићем, Душком Локином, Мишом Ковачем, Ивицом Шерфезијем , Недом Украден, Љупком Димитровском и бројним другим музичарима. Највећи финансијски успех му је донела песма Џули, коју је снимио са Данијелом. 1980-их година је отишао у Америку, где се задржао две године и завршио приватну џез академију Станли спектор у Њујорку. Као један од најбољих студената и у ствари најбољи студент из Европе добио је 1982. године зелену карту за боравак у Америци. У том је тренутку већ имао жену и двоје деце због којих је ипак одлучио да се врати у отаџбину. Пре одласка у Америку свирао је 4 године удараљке у ХНК, а дириговали су му: Вјекослав Шутеј, Никша Бареза, Силвије Бомбарделли, Борис Папандопуло. Паралелно је снимао плоче и свирао у бенду Оливера Драгојевића и Мери Цетинић.

## Фестивали
- Живот (Жено), '87

Сплит:
- Рођен сам да губим, '88
- Маро, Марице, '89
- Море, '90
- Гурај Стаки, 2003
- Дома је Америка, 2006
- Фућка ми се, 2011
- Еј, зора је, 2022

Загреб:
- Рањено срце, '88
- Лидија, '90

Мелодије морја ин сонца, Порторож:
- Тек данас знам, '90

Цавтат фест:
- Уморан сам, '90

Фестивал Степинчева катедрала:
- Стијег, '92

Мелодије хрватског Јадрана, Сплит:
- Јидри ми се, јидри, '93
- Адиос, Америка, '94
- Борим се, '96
- Рана, '99

Мелодије Мостара:
- Шта ти би, '96

Осфест, Осијек:
- Лажљив сам, '96

Хрватски радијски фестивал:
- Дио пута твог, '99
- Питају ме, 2000
- Што ми је требало, 2001
- Нисам крив, 2002
- Вучја времена, 2003
- Ране старе, ране нове, 2004
- Кад с екипом кренем, 2005
- Кад збројим два и два, 2006
- Немој се удавати, 2007
- Шта би ја с тобом, 2008
- Рибарска, 2009

Задар фест:
- Још ме боле пјесме старе, '93
- Нема ми до твојих очију, '97
- Прохујало са вихором, '98
- Коцка шећера, 2000
- Боли, 2002
- Рујан, 2005

Етнофест, Неум:
- Сузе пијем као вино, 2011
- Волим ту земљу на југу, 2014

CMC festival, Водице:
- Опет млад, 2012
- Реге Далматино, 2013
- Од поноћи (дует са Недом Украден), 2015
- Краљеви забаве, 2016
- Маре моја, 2017
- Пита Циа пита Полиција, 2018
- На планини, 2019
- Моја Mарина, 2020
- Умри мушки, 2021
- Сто живота (дует са Драженом Жерићем Жером), 2022
- Све сам ти дао (као трио Три мушкетира, са Златком Пејаковићем и Младеном Грдовићем), 2022
- Луда ноћ (дует са Дадом), 2023

Златне жице Славоније, Пожега:
- Лако ћемо ми (дует са Мирославом Шкором), '98
- Нека је шарала, 2006
- Ја сам крив, 2007
- Благо теби, благо мени, 2009
- Има дана, 2010
- Очи, 2017